# Siata Amica
 (décembre 2024).
Si vous disposez d'ouvrages ou d'articles de référence ou si vous connaissez des sites web de qualité traitant du thème abordé ici, merci de compléter l'article en donnant les références utiles à sa vérifiabilité et en les liant à la section « Notes et références ».
La SIATA Amica est le premier modèle de voiture construit par le constructeur italien S.I.A.T.A.. C'est un spyder deux places présenté en 1948 et fabriqué en 2 séries de 1948 à 1952.

## Histoire
La société S.I.A.T.A. - Societa Italian Auto Trasformazioni Accessori S.p.A. a été fondée en 1926 par Giorgio Ambrosini. Elle était spécialisée dans l'élaboration des voitures Fiat de série. En 1948, SIATA lance sa première voiture, la SIATA Amica, construite sur la base mécanique de la Fiat 500 Topolino. La carrosserie de ce petit cabriolet 2 places est due au comte Mario Revelli de Beaumont. 

### SIATA Amica 491resérie (1948-1949)
La première version, Siata Amica 49, premier modèle complet produit par la société SIATA, était équipée du moteur de la Fiat 500 Topolino élaboré avec une culasse spéciale SIATA et d'un carburateur Weber, développant une puissance de 22 ch CUNA. Le châssis est un châssis tubulaire soudé, comme ceux utilisés sur les voitures de course, très rigide. Il a été qualifié de « châssis futuriste » par la presse spécialisée de l'époque.
Cette première série a été produite à 50 exemplaires.

### SIATA Amica 502esérie (1950-1952)
La seconde série, appelée « Amica 50 », a conservé la même carrosserie mais a bénéficié de plusieurs améliorations comme :
- des pare-chocs avant et arrière,
- châssis tubulaire remplacé par un châssis caisson en acier afin de réduire le coût de production.

C'est la Carrozzeria Bertone qui a produit environ 300 exemplaires en sous traitance, donnant vie à une véritable petite GT.
Le moteur FIAT-SIATA de 569 cm3 type B, avec collecteurs spéciaux, développait 22 Ch CUNA. Le faible poids de la voiture, environ 580 kg, a permis à l'Amica 50 d'atteindre la vitesse de 100 km/h. Par souci de raffinement et de valeur, SIATA a voulu que les deux modèles soient équipés d'un levier de vitesses sous le volant.
Les finitions étaient haut de gamme, avec des accessoires rigoureusement sélectionnés qui reflétaient les meilleurs critères techniques et esthétiques que pouvaient produire les industries spécialisées italiennes de l'époque.

## Curiosité
L'Amica avec le numéro de châssis ST 147 est l'une des rares SIATA Amica 49 encore existante. On estime que sur les cinquante voitures produites, un peu plus de dix exemplaires sont encore en circulation (en 2024). (Note : La numérotation des châssis débute à 101).
Cette voiture, construite en 1949, a été immatriculée pour la première fois à Trévise le 2 septembre 1950 (TV 20612). Elle a ensuite été immatriculée à Milan le 16 août 1951 (MI 177671) puis à Florence en 1952 (FI 59834) où elle est conservée en parfait état de marche. Comme toutes les Amica 49, elle est dotée d'une suspension avant indépendante et de freins hydrauliques. La partie mécanique a été élaborée en version compétition. Elle est dotée d'une boîte de vitesses au volant à cinq rapports. Son moteur, dérivé de la Fiat 500 Topolino comme sur le modèle de base mais équipé d'une culasse spéciale SIATA et d'un vilebrequin sur trois supports retravaillé, a reçu d'un carburateur double corps Weber, une pompe à eau Abarth et un carter d'huile en aluminium surdimensionné lui conférant une puissance de douze chevaux supplémentaires avec ses collecteurs spéciaux.
Cette voiture, spécialement équipée pour la compétition, a participé à la fameuse course Mille Miglia de 1949 à 1953 et à de nombreuses autres courses comme la Catania Etna, etc.
De nos jours, les collectionneurs avertis lui portent un intérêt particulier en raison du nombre très limité de voitures présentes sur le marché et surtout du caractère très artisanal de sa fabrication qui rendent quasiment unique chaque exemplaire mis aux enchères, et dont la valeur ne cesse de croître. En 2024, lors d'une vente à Reggio d'Émilie, elle a été mise à prix à 145 000 Euros.